# Johannes Mathesius
Johannes Mathesius (Rochlitz, 24 de Junho de 1504 — Jáchymov, 7 de Outubro de 1565) foi pastor, reformador luterano e mineralogista, amigo de Georgius Agricola (1494-1555), pai da mineralogia, que também viveu em Joachimsthal, tendo sido o primeiro a descrever a turmalina com detalhes. Também se dedicou à botânica. Filho de Wolfgang Mathesius (1521), estudou nas Universidades de Ingolstadt e Wittenberg, onde também deu aulas de anatomia. Professor de teologia da Universidade de Leipzig, foi amigo de Lutero durante toda sua vida, tendo sido seu primeiro biógrafo, e publicado sua obra "Tischreden" (Conversas à mesa).

## Obras
- Berg und Saltzwercksbuch - 1702
- Das Leben D(okto)r Martin Luthers - 1833
- Des alten Herrn Simeonis Trostpsalm Luce II.
- Ein Trostpredig - 1561
- Historien, Von des Ehrwirdigen inn Gott seligen theuren Manns Gottes, D ... - 1566, 1583
- Kurze Auslegung der Sonntags-Evangelien - 1563
- Leychpredigten - 1581
- Oeconomia: oder Bericht von christlichen Hauswesen
- Sarepta Oder Bergpostill Sampt der Jochimßthalischen kurtzen Chroniken ... - 1562
- Zwo Predigten von Christlicher einigkeit - 1542